# Zeitstillstand (Drama)
Zeitstillstand (Originaltitel Time Stands Still) ist ein im Jahr 2009 in Los Angeles erstmals aufgeführtes Drama in zwei Akten des amerikanischen Autors Donald Margulies.
Es fragt nach der Moral journalistischer Kriegsberichterstattung. Diskutiert wird „das publizistische Geschäft mit dem Schrecken“. Auch werden die Beziehungen der handelnden Personen zueinander thematisiert.
Bei den Tony Award 2010 Verleihungen war das Drama für das Beste Theaterstück nominiert.
Die deutsche Erstaufführung fand 2011 im St. Pauli Theater in Hamburg statt.

## Inhalt
Erzählt wird von zwei Paaren; von der Fotojournalistin Sarah Goodwin und dem Freien Auslandsreporter James Dodd sowie von Sarah Goodwins Redakteur, Richard Ehrlich und seiner Freundin, der Event-Planerin Mandy Bloom.
Sarah Goodwin war während eines Einsatzes in einem Kriegsgebiet im Nahen Osten schwer verletzt worden. Ihr Freund, James Dodd, hatte sie aus einem amerikanischen Militärkrankenhaus in Deutschland, in das sie gebracht worden war, zurück nach New York geholt. Dort leben die beiden.
Dodd selbst kehrte Wochen zuvor ebenfalls von einem Auslandseinsatz nach Hause zurück. Als Zeuge eines blutigen Angriffs hatte er einen Schock erlitten.
Sarah Goodwin stehen in New York Arzttermine bevor. James Dodd muss sich einer Psychotherapie unterziehen.
Wenige Tage nach Sarahs Rückkehr besucht ihr Redakteur, Richard Ehrlich, sie und Dodd gemeinsam mit seiner Freundin, Mandy Bloom.
Mandy wirft während des Besuchs die Frage nach dem Selbstverständnis der Fotojournalistin auf: Diese halte das Leid des Krieges fest, greife jedoch nicht selbst helfend ein.
Anlass für Mandys Hinterfragung sind Fotos von einem sterbenden Kind, die Sarah Goodwin im Kriegsgebiet aufgenommen hat.
Sarah gibt zu verstehen, sie wolle mit ihrer Dokumentation aufrütteln, für das Mitleid der Welt kämpfen und damit zur Hilfe anregen. Sie ist sich bewusst, mit dem Leid anderer Menschen ihr Geld zu verdienen.
Zeitstillstand veranschaulicht, wie Bilder vom Krieg entstehen. Der Titel des Dramas bezieht sich auf das, was Sarah nach eigener Aussage wahrnimmt, wenn sie fotografiert. Sieht sie durch das „kleine Rechteck“, bleibt die Zeit stehen.